# Rarwino (Białogard)
Rarwino (deutsch Rarfin) ist ein Dorf in der polnischen Woiwodschaft Westpommern. Es gehört zur Gmina Białogard (Gemeinde Belgard) im Powiat Białogardzki (Belgarder Kreis).

## Geographische Lage
Rarwino liegt im Nordwesten des Kreises Białogard, wo die Pokrzywnica (Krummes Wasser) die Grenze zum Powiat Kołobrzeski bildet. Die Entfernung von Białogard beträgt über Zagórze (Sager) 14 Kilometer, über Podwilcze (Podewils) 17 Kilometer.

## Geschichte
Das Dorf Rarwino ist ein sehr altes Podewils-Lehen, das im Jahre 1491 noch Rarnin, zum Teil aber auch Rarwin genannt wurde. Im Jahre 1628 findet sich erstmals die Bezeichnung Rarfin. 1729 wurde der Ort an Generalmajor Hans Friedrich von Platen verkauft und blieb bis 1851 Eigentum dieser Familie. Danach war die Familie Guse Besitzerin und blieb es bis 1945.
Bekannt war Rarfin über Pommerns Grenzen hinaus durch die älteste und erfolgreichste Rarfiner Herdbuchherde von Gutsbesitzer Hans Guse.
1939 zählte die 1.222,1 Hektar umfassende Gemeinde Rarfin 376 Einwohner in 83 Haushaltungen. Von der Bevölkerung arbeiteten 306 Leute in der Land- und Forstwirtschaft, 18 in Industrie und Handwerk und 16 in Handel und Verkehr.
Bis 1945 war Rarfin Endstation der Kleinbahnstrecke Nr. 113w von Belgard über Kamissow, die 1909 eröffnet wurde, 19,4 Kilometer Länge hatte und zuletzt von den „Pommerschen Landbahnen“ betrieben wurde.
Letzter deutscher Bürgermeister war Otto Elert. Das zuständige Amtsgericht war das in Belgard.
Am 3. März 1945 drangen die sowjetischen Truppen von Sager kommend in Rarfin ein und besetzten das Dorf. Im Dezember 1945 begann die Vertreibung der deutschen Bevölkerung. Rarfin kam als Rarwino zu Polen und ist heute ein Teil der Landgemeinde Białogard.

## Amt Rarfin
Bis 1945 gehörte Rarfin zum Landkreis Belgard (Persante). Rarfin bildete zusammen mit den Gemeinden Podewils und Zietlow den Amtsbezirk Rarfin.

## Standesamt Rarfin
Rarfin war der Amtssitz des nach ihm benannten Standesamtsbezirks. Dazu gehörten die Gemeinden Natztow und Sager des Amtes Kamissow und Podewils, Rarfin mit Zietlow des Amtes Rarfin.

## Kirchspiel Rarfin

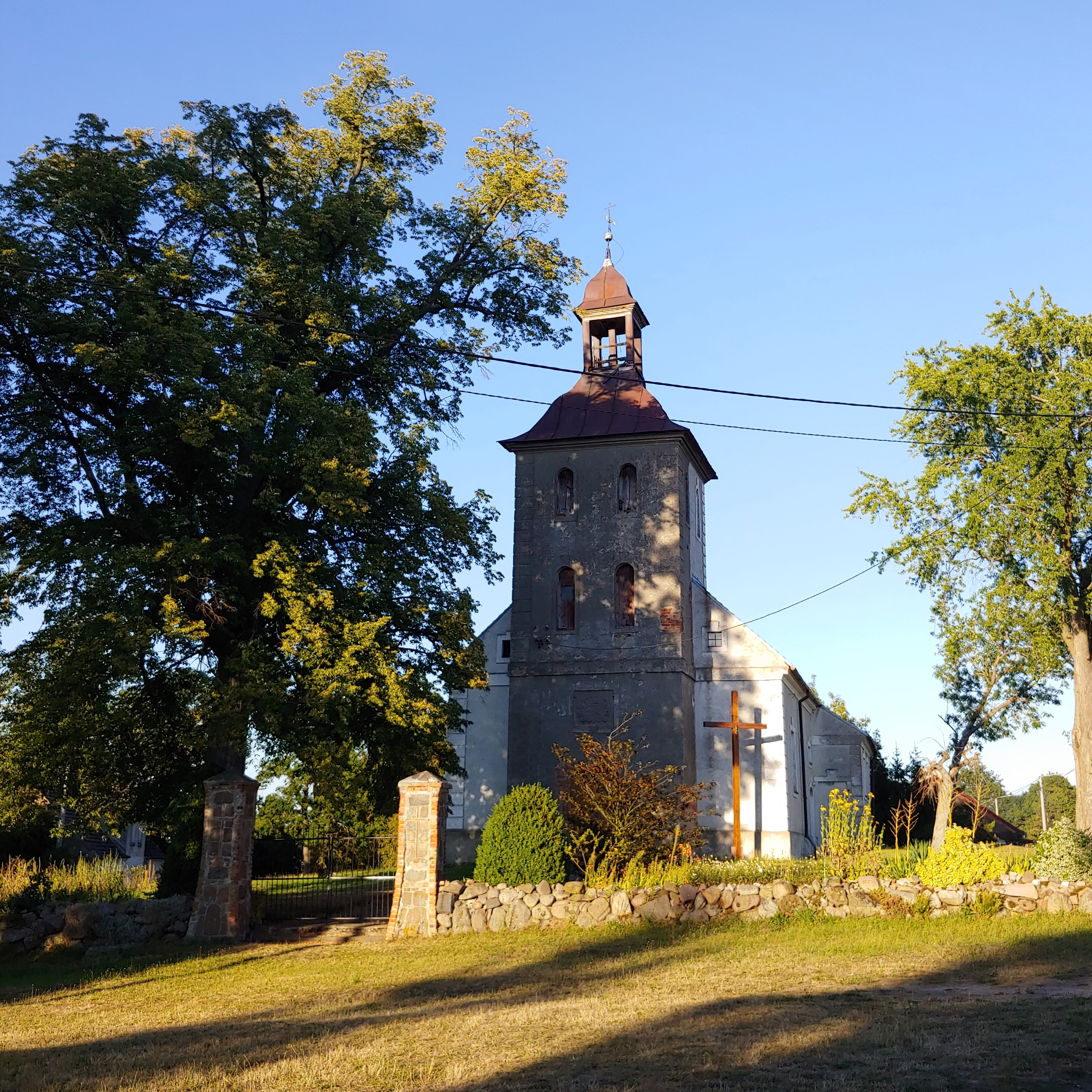
Pfarrkirche

### Kirchengemeinden
Die Kirchengemeinde Rarfin und die Kirchengemeinde Podewils bildeten zusammen das Kirchspiel Rarfin. Eingepfarrt waren in die Kirchengemeinde Podewils die Orte Neuhof (Trzebiec) und Krampe (Krępa), in die Kirchengemeinde Rarfin die Orte Natztow, Sager und Zietlow. 1940 zählte das Kirchspiel 1412 Gemeindeglieder, von denen 964 zur Kirchengemeinde Rarfin und 448 zur Kirchengemeinde Podewils gehörten.
Bis 1945 lag das Kirchspiel Rarfin im Kirchenkreis Belgard (Kirchenprovinz Pommern) der evangelischen Kirche der Altpreußischen Union. Das Kirchenpatronat teilten sich die örtlichen Gutsbesitzer: Guse-Rarfin, Freiherr von der Goltz-Zietlow, von Holtzendorff-Sager und von Kleist-Kamissow für Rarfin, und von Holtzendorff-Podewils (auch für Krampe) und Rusch-Neuhof für Podewils.
Heute gehört der Ort Rarwino zum Kirchspiel Koszalin (Köslin) (Diözese Pommern-Großpolen) der polnischen Evangelisch-Augsburgischen Kirche. Kirchort ist Białogard.

### Pfarrkirche
Die Kirche von Rarfin wurde im Jahre 1735 errichtet und ist ein massiver Ziegelbau mit halb vorgesetztem Turm und barocker Ausstattung aus der Erbauungszeit.
Die beiden Bronzeglocken mussten im Zweiten Weltkrieg abgeliefert werden, darunter auch die Glocke aus dem Jahre 1677, die 1922 aus der Marienkirche Belgard nach Rarfin verbracht wurde. Wie durch ein Wunder blieb diese Glocke vor dem Einschmelzen für Munitionszwecke verschont und gelangte 1953 als Leihgabe an die evangelische Kirchengemeinde in Leichlingen im Rheinland, wo sie als Friedhofsglocke ihren Dienst tut.

## Schule
Rarfin hatte eine eigene zweiklassige Volksschule.

## Söhne und Töchter des Ortes
- Franz Woken (1685–1734), deutscher Pädagoge, Historiker, Sprachwissenschaftler und lutherischer Theologe.